# Kujakowice Górne
Kujakowice Górne (deutsch Ober Kunzendorf) ist ein Ort der Gmina Kluczbork in der Woiwodschaft Opole in Polen.

## Geographie

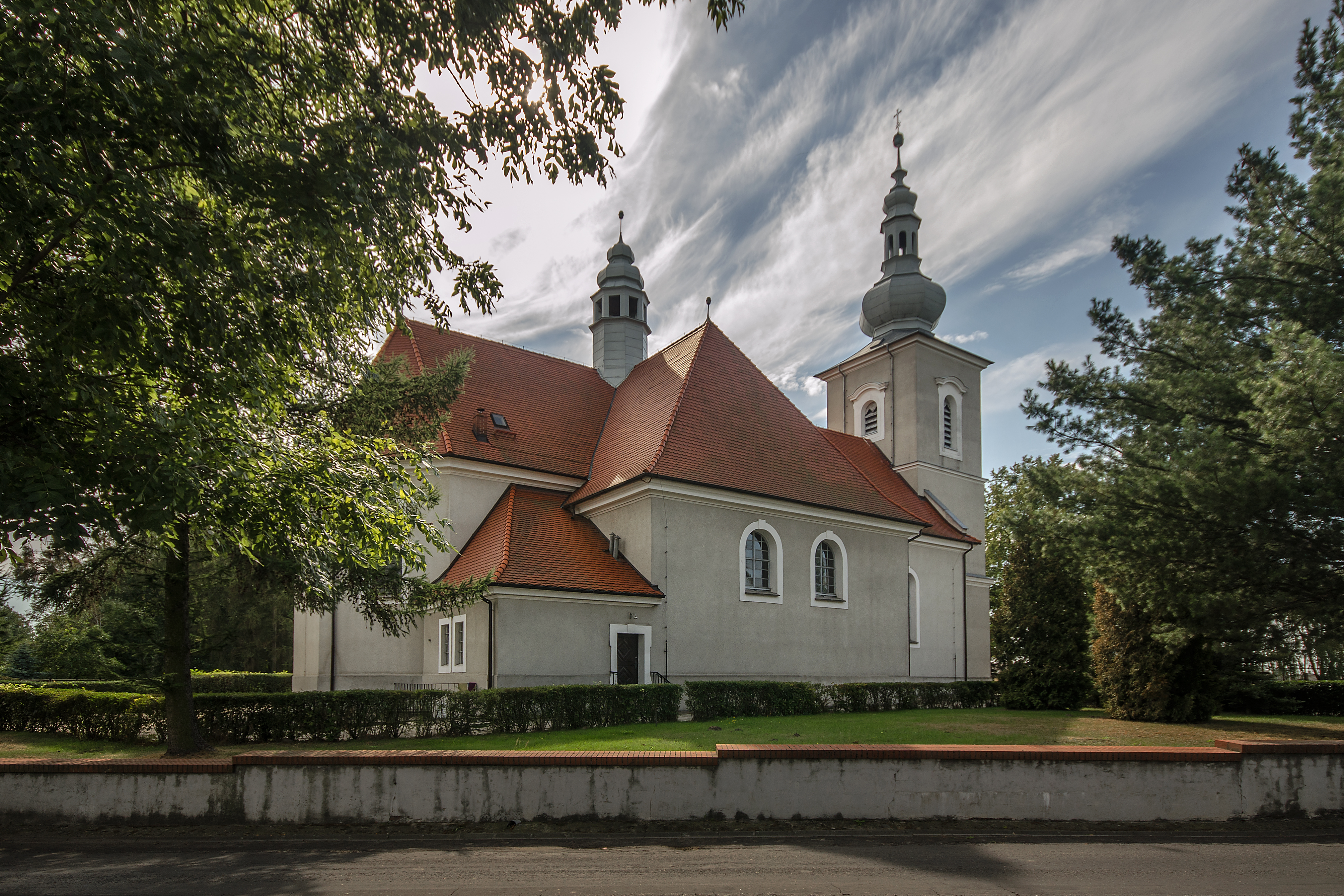
Kirche St. Stanislaus

Kujakowice Górne liegt im nordwestlichen Teil Oberschlesiens im Kreuzburger Land. Kujakowice Górne liegt rund fünf Kilometer nördlich vom Gemeindesitz Kluczbork und etwa 54 Kilometer nordöstlich der Woiwodschaftshauptstadt Oppeln.
Kujakowice Górne liegt am Potok Kujakowicki (Kunzendorfer Bach).
Nachbarorte von Kujakowice Górne sind im Norden Maciejów (Matzdorf), im Osten Biadacz (Ludwigsdorf), im Südosten Bogdańczowice (Wüttendorf) sowie im Westen Kujakowice Dolne (Nieder Kunzendorf).

## Geschichte
Das Dorf ist in seiner Geschichte stark mit dem Dorf Kujakowice Dolne (Nieder Kunzendorf) verbunden. Beide Dörfer werden bereits 1232 als Coyacowicz erwähnt. 1283 erfolgte eine weitere Erwähnung als Concendorf. Der Name leitet sich vom slawischen Begriff Chojak ab, was so viel wie junge Kiefer bedeutet. 1318 wird in Ober Kunzendorf eine Kirche erwähnt.
1845 befanden sich im Dorf eine katholische Pfarrkirche sowie weitere 167 Häuser. Im gleichen Jahr lebten in Ober Kunzendorf 956 Menschen, davon 6 evangelisch und 2 jüdisch. 1861 lebten in Nieder Kunzendorf 952 Menschen. 1874 wird der Amtsbezirk Kunzendorf gegründet, zu dem das Dorf Ober Kunzendorf gehört.
1933 lebten in Ober Kunzendorf 1304, 1939 wiederum 1256 Menschen. 1940 wird der Kunzendorfer Bach im Ortskern reguliert. Bis 1945 gehörte das Dorf zum Landkreis Kreuzburg O.S.
Als Folge des Zweiten Weltkriegs fiel Ober Kunzendorf 1945 wie der größte Teil Schlesiens unter polnische Verwaltung. Nachfolgend wurde der Ort in Kujakowice Górne umbenannt und der Woiwodschaft Schlesien angeschlossen. 1950 wurde es der Woiwodschaft Oppeln eingegliedert. 1999 kam der Ort zum neu gegründeten Powiat Kluczborski (Kreis Kreuzburg).

## Sehenswürdigkeiten

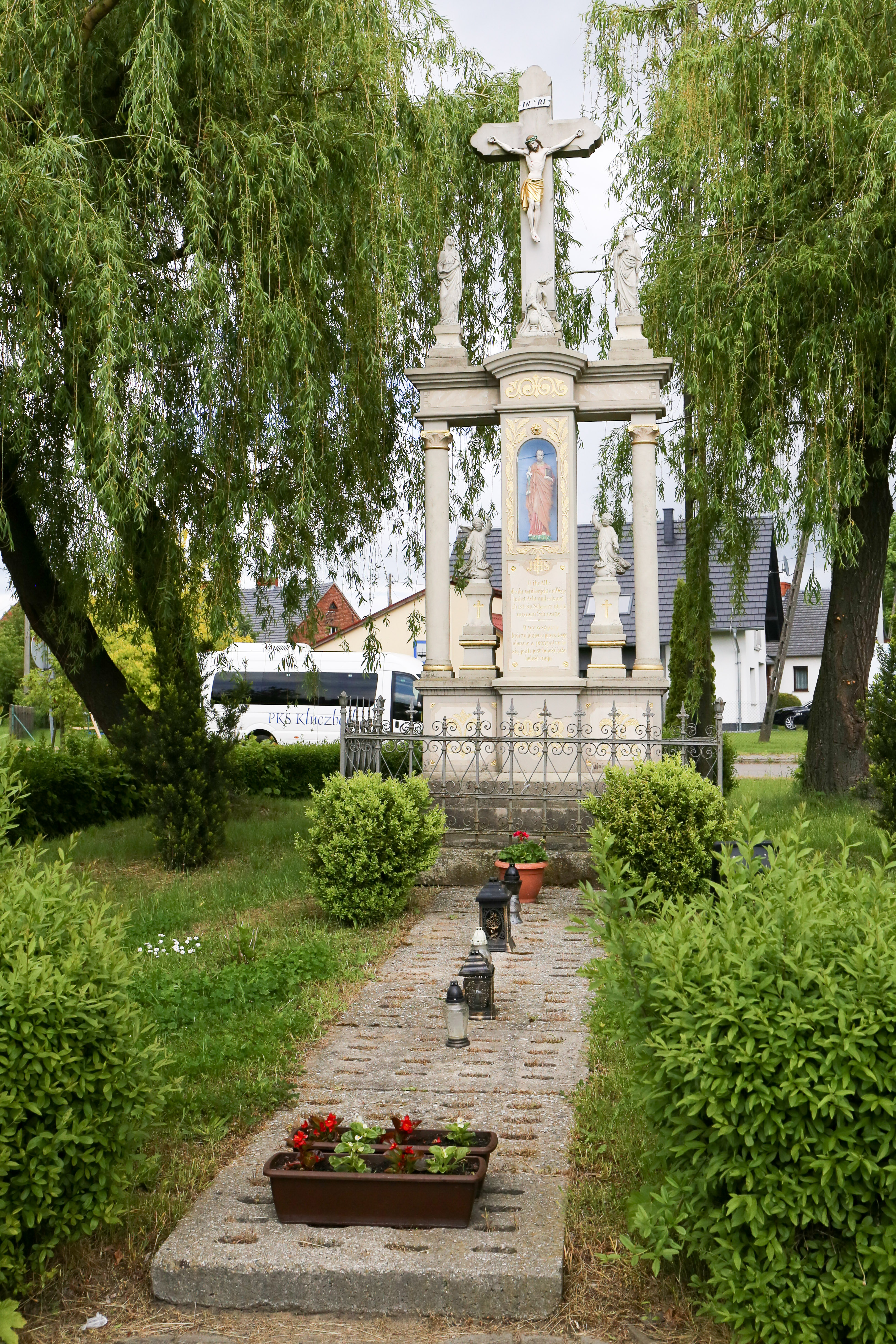
Wegkreuz

- Die römisch-katholische Stanislauskirche (poln. Kościół św. Stanisława Biskupa) wurde zwischen 1801 und 1803 erbaut. Eine Kirche an gleicher Stelle ist bereits für 1318 belegt. Zwischen 1909 und 1911 erfolgte ein Ausbau der Kirche und eine Umgestaltung im neobarocken Stil. Der neobarocke Hochaltar wurde am 3. April 1913 durch Kardinal Georg von Kopp aus Breslau geweiht.[3] Seit 2009 steht die Kirche unter Denkmalschutz.[6]
- Wegekreuz an der ul. Miodowa
- Kreuzigungsgruppe
- Denkmal zur 750-Jahr-Feier